# Крик: Взгляд изнутри
«Крик: Взгляд изнутри» (англ. Scream: The Inside Story) — американский документальный фильм 2011 года из цикла передач телевещательной сети «A&E». Проект рассказывает историю создания фильма ужасов «Крик» — релиз картины состоялся в год 15-летия первой части франшизы и незадолго до выхода четвёртой серии. Фильм получил преимущественно положительные отзывы.

## Описание
Дэниэл Фаррандс и Томми Хатсон ранее работали над документальными фильмами «Его звали Джейсон: 30 лет „Пятницы 13-е“» (2009) и «Больше никогда не спи: Наследие улицы Вязов» (2010). После успеха предыдущих проектов дуэт долго думал, какой легендарной франшизе посвятить следующий фильм, и остановился на «Крике», который в 2011 году отметил 15-летие с момента выхода первой части. Новый выпуск проекта «Взгляд изнутри» рассказывает историю создания легендарного слэшера 1996 года. Он содержит эксклюзивные видео и фото со съёмочной площадки, а также интервью с актёрами и создателями.

## Релиз
2 апреля создатели выпустили промо-ролик с анонсом премьеры фильма. 6 апреля фильм показал телеканал «The Biography Channel», транслирующий также другие документальные проекты из цикла «The Inside Story». Фильм вошел в пяти-дисковое специальное издание вместе с оригинальной трилогией и документальным фильмом «Продолжай кричать: Ретроспектива главного фильма ужасов» — оба Blu-Ray-издания выпустила компания «Lionsgate Films» 6 сентября 2011 года.

## Отзывы
Бретт Гэллман в обзоре для «Oh, The Horror!» написал: «Очень весело наблюдать, как все с тоской оглядываются назад, особенно те, кого мы давно не видели — например, Кеннеди и Лиллард. Как и в своем предыдущем документальном фильме, студии „1428“ удаётся не только подготовить информативный рассказ, но и развлечь, показывая, какой трудной была любовь к этому фильму для всех участников его съёмочного процесса». Гэллмен также с сожалением отметил, что проект охватывает лишь историю созданий первой части. 
Портал «Dread Central» назвал фильм «стремительными и увлекательным трибьютом великому жанру, идеальным дополнением к самому фильму… обязательным к просмотру для всех поклонников Призрачного лица», а в обзоре «Amazon» сказано: «Обилие информации устанавливает планку для будущих документальных фильмов об ужастиках».